# Fuerzas Especiales del Reino Unido
Las Fuerzas Especiales del Reino Unido (en inglés: United Kingdom Special Forces; UKSF) fue fundado en 1987, está conformado por el Servicio Aéreo Especial (SAS), el Servicio Especial de Embarcaciones (SBS), el Regimiento de Reconocimiento Especial (SRR), el Grupo de Apoyo de Fuerzas Especiales (SFSG), el 18° Regimiento de Señales y las Fuerzas Especiales Conjuntas del Ala de Aviación, dichas unidades agrupan a las fuerzas especiales del Reino Unido bajo un mando único, la Dirección de Fuerzas Especiales (DSF).
Reciben, asimismo, apoyo especializado en comunicaciones y guerra electrónica del 18 (UKSF) Signals Regiment, y transporte aéreo del United Kingdom Special Forces Aviation.
En el contexto de una guerra global contra el terrorismo –en inglés: Global War on Terror (GWOT)– el Reino Unido creó dos nuevas unidades para complementar al SAS y al SBS.
Más que unidades de fuerzas especiales propiamente dichas, los dos nuevos regimientos ofrecen apoyo a las misiones de las fuerzas especiales. El Special Reconnaissance Regiment (SRR), creado en 2005 para proporcionar apoyo al SAS, y formado por unos 700 hombres y mujeres, se puede considerar una fuerza de inteligencia y vigilancia especial, ya que parte de sus efectivos provienen del 14th Intelligence Detachment (conocido como «Det»), que realizó operaciones encubiertas en Irlande del Norte.
Por su parte, el Special Forces Support Group (SFSG), formado en 2006, principalmente del 1st Battalion, Parachute Regiment (1 PARA) y, en menor medida, con personal de los Royal Marines y del Royal Air Force Regiment. Acuartelado en St Athan, en el País de Gales, presta apoyo adicional, como acordonar o asegurar una zona ante una misión del SAS o del SBS.
El UKSF cuenta con una Reserva de Fuerzas Especiales (SF-R) formado por los dos regimientos de Reserva del SAS –el 21 SAS y 23 SAS–, el 63 SAS Signal Squadron y la Reserva del SBS.

## Bosnia
En marzo de 1995, una noticia transmitida por BBC Radio 4 y publicada en los periódicos el Daily Mail y el Daily Mirror informó que al Director Special Forces (DSF) y sus tres guardaespaldas, todos del SAS y todos de paisano, se les habían parado en un control y se les habían quitado sus armas, ordenadores y documentación, junto con su Range Rover.